# Connie Kay

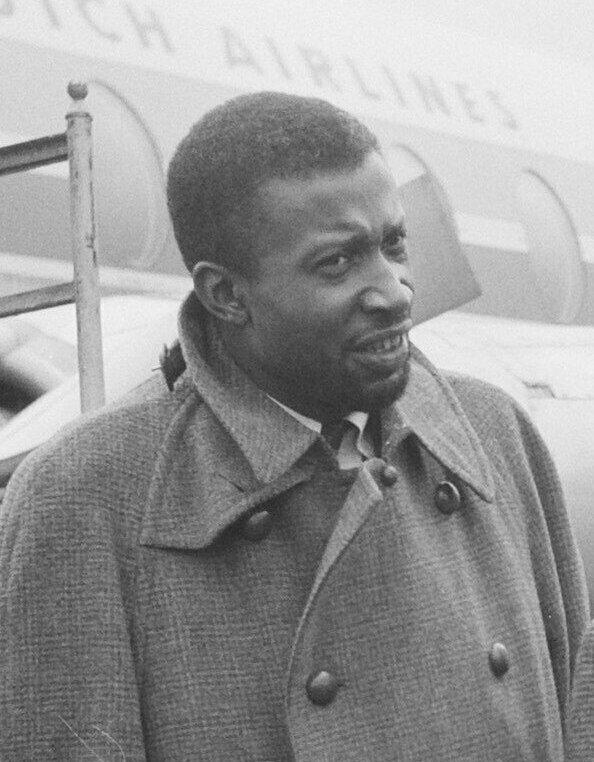
Connie Kay (1961)

Connie Kay (* 27. April 1927 in Tuckahoe, Westchester County, New York als Conrad Henry Kirnon; † 30. November 1994 in New York City) war ein US-amerikanischer Jazzschlagzeuger.

## Leben
Kay lernte bei seiner Mutter Klavier und nahm Schlagzeugunterricht. Er spielte 1939 bei Fats Noel, arbeitete Mitte der 1940er Jahre mit Sir Charles Thompson und Miles Davis, aber auch mit der Band von Cat Anderson (1946) und mit Lester Young. Nach Engagements bei Beryl Booker und Charlie Parker spielte er 1952 mit Davis – ebenso wie mit Stan Getz – auch im Jazzclub Birdland. Daneben arbeitete er auch als Studiomusiker und war an Rhythm-’n’-Blues-Aufnahmen (z. B. von Ruth Brown oder Big Joe Turner) beteiligt. Von 1952 bis 1955 war er in der Band von Lester Young, dann war er bis 1974 Mitglied des Modern Jazz Quartet. Daneben arbeitete er mit Clark Terry, Bud Powell, dem Orchestra U.S.A., Coleman Hawkins, Roy Eldridge und unterrichtete in der School of Jazz in New York. In den späten 1970er Jahren arbeitete er in Dixieland-Projekten und spielte mit Benny Goodman (u. a. Auftritt 1978 in der Carnegie Hall). Ab 1981 war er an der Reunion des Modern Jazz Quartet beteiligt.
Kay konnte seinen eigenen, dezenten Stil des Schlagzeugspiels vor allem in der Arbeit mit dem Modern Jazz Quartet zur Geltung bringen. Sein leichter, federnder Swing passte sehr gut zu dem niedrigen Lautstärkepegel der Band.